# Plou, Cher
Plou är en kommun i departementet Cher i regionen Centre-Val de Loire i de centrala delarna av Frankrike. Kommunen ligger  i kantonen Chârost som tillhör arrondissementet Bourges. År 2022 hade Plou 533 invånare.

## Befolkningsutveckling
Antalet invånare i kommunen Plou
Referens:INSEE